# Stasimopus

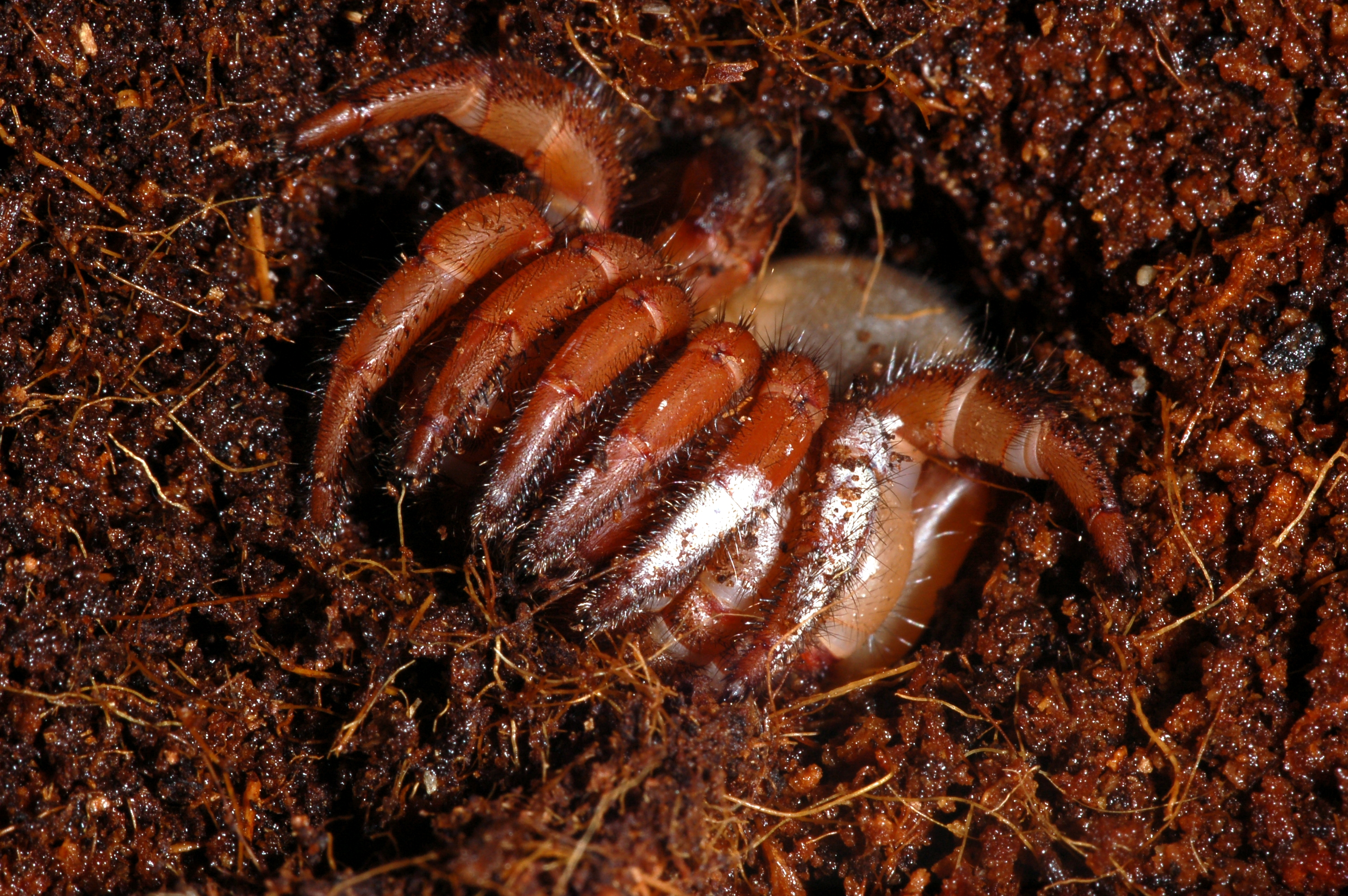
Stasimopus robertsi

Stasimopus és un gènere d'aranyes migalomorfes de la família dels ctenízids (Ctenizidae). Viuen a Sud-àfrica.

## Espècie
L'abril de 2016, segons el World Spider Catalog, aquest gènere tenia reconegudes les següents espècies:
- Stasimopus artifex Pocock, 1902 – Sud-àfrica
- Stasimopus astutus Pocock, 1902 – Sud-àfrica
- Stasimopus bimaculatus Purcell, 1903 – Sud-àfrica
- Stasimopus brevipalpis Purcell, 1903 – Sud-àfrica
- Stasimopus caffrus (C. L. Koch, 1842) (espècie tipus) – Sud-àfrica
- Stasimopus castaneus Purcell, 1903 – Sud-àfrica
- Stasimopus coronatus Hewitt, 1915 – Sud-àfrica
- Stasimopus dreyeri Hewitt, 1915 – Sud-àfrica
- Stasimopus erythrognathus Purcell, 1903 – Sud-àfrica
- Stasimopus filmeri Engelbrecht & Prendini, 2012 – Sud-àfrica
- Stasimopus fordi Hewitt, 1927 – Sud-àfrica
- Stasimopus gigas Hewitt, 1915 – Sud-àfrica
- Stasimopus griswoldi Engelbrecht & Prendini, 2012 – Sud-àfrica
- Stasimopus hewitti Engelbrecht & Prendini, 2012 – Sud-àfrica
- Stasimopus insculptus Pocock, 1901 – Sud-àfrica
- Stasimopus insculptus peddiensis Hewitt, 1917 – Sud-àfrica
- Stasimopus kentanicus Purcell, 1903 – Sud-àfrica
- Stasimopus kolbei Purcell, 1903 – Sud-àfrica
- Stasimopus leipoldti Purcell, 1902 – Sud-àfrica
- Stasimopus longipalpis Hewitt, 1917 – Sud-àfrica
- Stasimopus mandelai Hendrixson & Bond, 2004 – Sud-àfrica
- Stasimopus maraisi Hewitt, 1914 – Sud-àfrica
- Stasimopus meyeri (Karsch, 1879) – Sud-est d'àfrica
- Stasimopus minor Hewitt, 1915 – Sud-àfrica
- Stasimopus nanus Tucker, 1917 – Sud-àfrica
- Stasimopus nigellus Pocock, 1902 – Sud-àfrica
- Stasimopus obscurus Purcell, 1908 – Sud-àfrica
- Stasimopus oculatus Pocock, 1897 – Sud-àfrica
- Stasimopus palpiger Pocock, 1902 – Sud-àfrica
- Stasimopus patersonae Hewitt, 1913 – Sud-àfrica
- Stasimopus poweri Hewitt, 1915 – Sud-àfrica
- Stasimopus purcelli Tucker, 1917 – Sud-àfrica
- Stasimopus quadratimaculatus Purcell, 1903 – Sud-àfrica
- Stasimopus qumbu Hewitt, 1913 – Sud-àfrica
- Stasimopus robertsi Hewitt, 1910 – Sud-àfrica
- Stasimopus rufidens (Ausserer, 1871) – Sud-àfrica
- Stasimopus schoenlandi Pocock, 1900 – Sud-àfrica
- Stasimopus schreineri Purcell, 1903 – Sud-àfrica
- Stasimopus schultzei Purcell, 1908 – Namíbia
- Stasimopus spinipes Hewitt, 1917 – Sud-àfrica
- Stasimopus spinosus Hewitt, 1914 – Sud-àfrica
- Stasimopus steynsburgensis Hewitt, 1915 – Sud-àfrica
- Stasimopus suffuscus Hewitt, 1916 – Sud-àfrica
- Stasimopus tysoni Hewitt, 1919 – Sud-àfrica
- Stasimopus umtaticus Purcell, 1903 – Sud-àfrica
- Stasimopus umtaticus rangeri Hewitt, 1927 – Sud-àfrica
- Stasimopus unispinosus Purcell, 1903 – Sud-àfrica